# Marten Jacobszoon Heemskerk van Veen

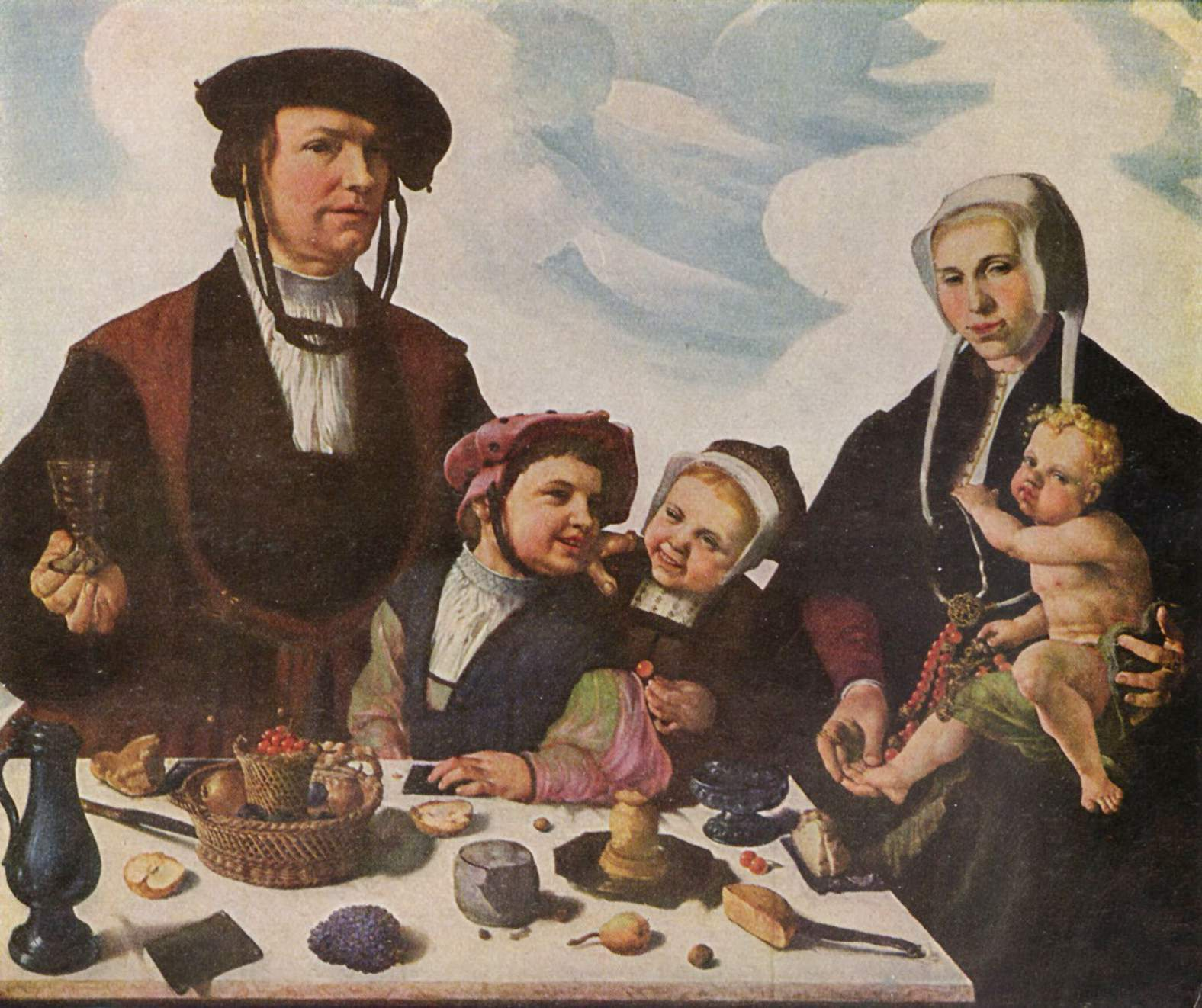
Portret rodzinny (ok. 1530), Gemäldegalerie Alte Meister, Kassel

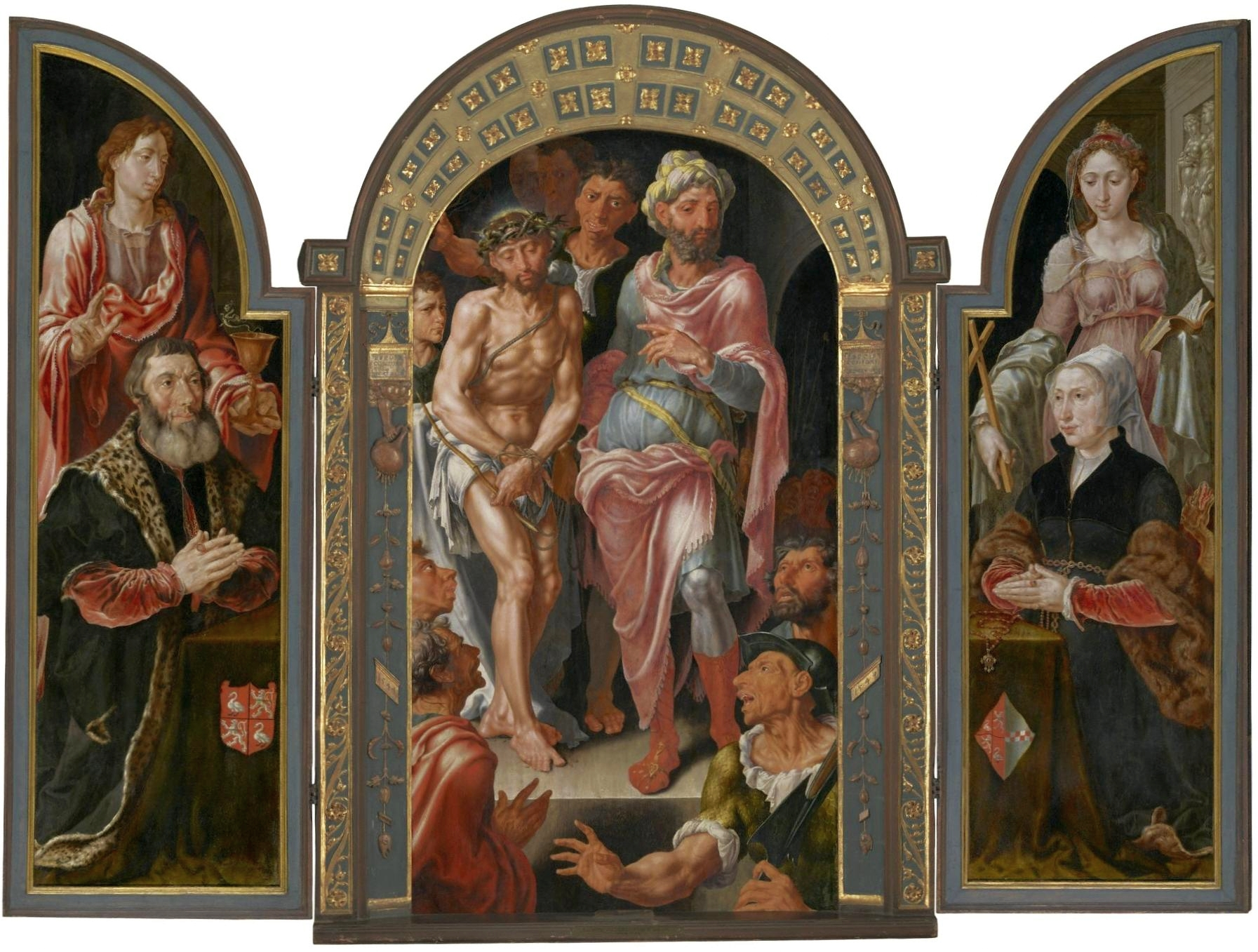
Ecce Homo (tryptyk) (1544), Muzeum Narodowe w Warszawie

Marten Jacobszoon Heemskerk van Veen lub Maarten van Heemskerck (ur. 1 czerwca 1498 w Heemskerk k. Alkmaaru, zm. 1 października 1574 w Haarlemie) – niderlandzki malarz okresu manieryzmu.
Zajął się malarstwem wbrew woli swojego ojca. Nauki pobierał u Cornelisa Willemsa i Jana Lucasa. W latach 1532–1536 przebywał we Włoszech, kontynuując edukację artystyczną poprzez studia nad dziełami antycznymi i renesansowymi, zwłaszcza autorstwa Michała Anioła. Po powrocie działał głównie w Haarlemie, gdzie spędził 22 lata jako skarbnik kościoła parafialnego. W 1572 roku udał się do Amsterdamu.
Malarstwo Heemskerka jest zbliżone do manieryzmu, wykazuje duży wpływ sztuki włoskiej, chwilami graniczący z naśladownictwem, zawiera też jednak wiele elementów rodzimych. Tworzył obrazy o tematyce religijnej i mitologicznej, a także portrety, rysunki i sztychy. Część jego obrazów uległa zniszczeniu podczas najazdu Hiszpanów na Haarlem w 1572 roku.

## Dzieła
- Autoportret na tle ruin (1553) – Cambridge, Fitzwilliam Museum
- Chrzest Chrystusa – Kolonia, Wallraf-Richartz-Museum
- Chrzest Chrystusa (ok. 1532) – Berlin, Gemäldegalerie
- Ecce Homo (tryptyk) (1544) – Warszawa, Muzeum Narodowe
- Ecce Homo (tryptyk) (1559-60) – Haarlem, Frans Hals Museum
- Momus krytykujący twory bogów (1561) – Berlin, Gemäldegalerie
- Narodziny Chrystusa – Kolonia, Wallraf-Richartz-Museum
- Ołtarz Pasji – Linköping, Katedra
- Opłakiwanie Chrystusa (1540-43) – Budapeszt, Muzeum Sztuk Pięknych
- Portret Anny Codde (1529) – Amsterdam, Rijksmuseum
- Portret rodzinny (ok. 1530) – Kassel, Gemaeldegalerie
- Portrety małżonków Bicker (1529) – Amsterdam, Rijksmuseum
- Św. Łukasz malujący Madonnę (1550-53) – Rennes, Musée des Beaux-Arts
- Św. Łukasz malujący Madonnę (1532) – Haarlem, Frans Hals Museum
- Triumfalny pochód Bachusa (1537-38) – Wiedeń, Kunsthistorisches Museum
- Ukrzyżowanie (tryptyk) )1545-50) – St. Petersburg, Ermitaż
- Ukrzyżowanie (1543) – Gandawa, Museum voor Schone Kunsten
- Wenus i Amor – Kolonia, Wallraf-Richartz-Museum
- Wenus i Kupidyn w kuźni Wulkana (1536) – Praga, Galeria Narodowa